# Reserva de la biosfera de Dana

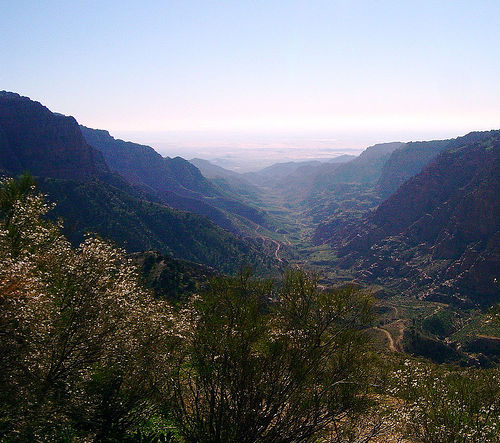
Vista del valle de Dana

La Reserva de la Biosfera de Dana (Dana Biosphere Reserve), fundada en 1989, es la reserva natural más grande de Jordania. Se trata de un profundo valle que desemboca en el Aravá, el wadi que une el mar Muerto con el mar Rojo y que forma parte del Gran Valle del Rift. En la cabecera del valle se encuentra el pueblo de Dana, punto de partida de las visitas, a medio camino entre las ciudades de Tafila y Shawbak.
La Reserva de Dana tiene unos 320 kilómetros cuadrados que se extienden entre la meseta de Quadesiyya, a 1.500 metros de altitud, y el desierto del Aravá. El roquedo de los cañones escalonados que forman la reserva comprende calizas, areniscas y granitos.
Gracias a la situación del valle, abierto hacia el Mediterráneo, de donde obtiene una cierta humedad, y a la diferencia altitudinal, aquí se encuentran representadas las cuatro zonas biogeográficas que se presentan en Jordania, la mediterránea, la saharo-arabiana, la irano-turaniana y la sudanesa. Por esta razón, también se encuentra aquí la mayor diversidad biológica de todo el país.

## Flora y fauna

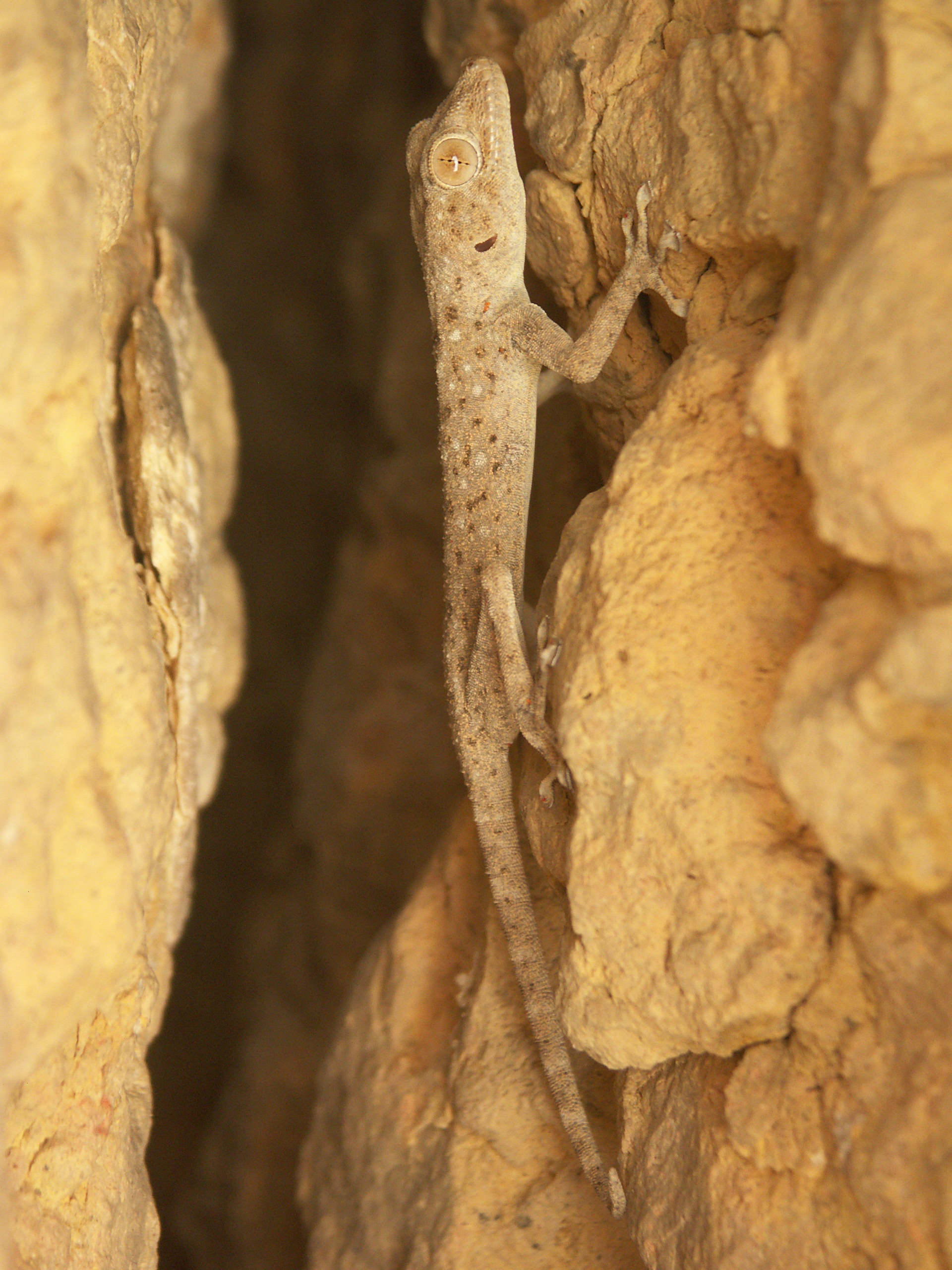
Ptyodactylus hasselquistii guttatus escondido entre las rocas en la Reserva de la Biosfera de Dana.

Se han contado 703 especies de plantas, 215 especies de pájaros y 38 especies de mamíferos en la reserva.
Las plantas más significativas son la sabina negral, la encina y la acacia. Es la zona más meridional del mundo donde se encuentra el ciprés común y hay al menos tres especies de plantas que son endémicas y sólo se encuentran aquí. Entre los animales en peligro de extinción se encuentran en la reserva el íbice de Nubia, el verdecillo de Siria y el cernícalo primilla.